# Nevermore. Kruk
Nevermore. Kruk (ang. Nevermore) – powieść autorstwa amerykańskiej pisarki i instruktorki tańca brzucha Kelly Creagh wydana w 2010 roku. Pierwsza część trylogii. Jest to debiut literacki mieszkającej w Kentucky absolwentki Uniwersytetu Spalding. Swoją polską premierę książka miała 9 listopada 2011 roku, wydana została przez Wydawnictwo Jaguar.

## Fabuła
Isobel Lanley jest kapitanem szkolnej drużyny cheerleaderek. Ładna i popularna dziewczyna pewnego dnia zostaje zmuszona przez swojego nauczyciela do współpracy z Varenem Nethersem nad projektem z literatury. Nielubiany i mrukliwy got nie jest wymarzonym partnerem do tworzenia zadania. Obydwoje pochodzą z zupełnie różnych światów, ich postrzeganie świata diametralnie się różni, są jak ogień i woda. Okazuje się, że termin oddania projektu zbiega się z datą najważniejszego meczu szkolnej drużyny, co dla Isobel jest niezwykle irytujące. Początkowo jest im absolutnie nie po drodze. Wszystko zmienia jedna chwila – kiedy Isobel odkrywa tajemnicze zapiski i szkice Varena, postanawia, że ich stosunki muszą się polepszyć. Od tamtej pory szuka byle pretekstu, by spędzić każdy możliwy moment z człowiekiem, który kryje w sobie wiele sekretów. Odsuwa się od swoich przyjaciół, zrywa z dotychczasowym chłopakiem, i narażając się na plotki i niezdrowe domysły, próbuje stać się częścią świata Varena. Świata mrocznego, wyjętego jakby z historii tworzonych przez Edgara Allana Poego – twórcy, na którego dziełach mają się skupić podczas szkolnego zaliczenia.

## Powstanie książki
Kelly zaczęła pisać Nevermore. Kruk będąc na pierwszym roku studiów. Pracowała wówczas nad innym projektem, skierowanym do nieco młodszych odbiorców. Jednak Joyce McDonald, amerykański pisarz i wykładowca prowadzący warsztaty pisarskie, w których Creagh uczestniczyła, zainteresował się pierwszym rozdziałem Nevermore. Kruk wcześniej podesłanym mu przez autorkę. Poradził on młodej studentce, by skupiła się właśnie na tej opowieści. Początkowo Creagh nie miała konkretnego pomysłu na fabułę – wymyśliła jedynie dwójkę postaci, cheerleaderkę i gota, których losy chciała ze sobą spleść. Roboczy tytuł historii brzmiał A Dream Within A Dream (pol. Sen we śnie), tak jak jeden z utworów Poego. Autorka twierdzi, że początek powieści, napisany w 2005 roku nie różni się niczym od tego, który znajduje się w finalnej wersji książki.

## Inspiracja twórczością Edgara Allana Poego
Creagh wykorzystała twórczość Poego jako bazę swojej powieści. Początkowo dzieła tego amerykańskiego twórcy były jedynie inspiracją i dodatkiem do samej opowieści, jednak wraz z upływem czasu i kolejnymi badaniami nad jego dziełami, Kelly postanowiła poprzez spisywaną przez siebie historię oddać Poemu hołd. Autorka wciąż prowadzi badania nad jego twórczością, a także organizuje wykłady traktujące o dorobku twórcy.
Kruk, czyli drugi człon tytułu książki jest nawiązaniem do jednego z najpopularniejszych dzieł Poego – noszącego ten sam tytuł utworu, który przewija się przez karty powieści.

## Kontynuacja
Kelly Creagh zapowiedziała wydanie trylogii opowiadającej o losach Isobel i Varena. Do tej pory zostały wydane dwie części – zarówno za granicą jak i w Polsce. Pierwszą z nich jest właśnie Nevermore. Kruk, drugą zaś Nevermore. Cienie, wydana w 2012 roku ponownie przez Wydawnictwo Jaguar.